# Cristián Garay
Cristián Marcelo Garay Reyes (* 8. April 1989) ist ein chilenischer Fußballschiedsrichter.
Garay ist seit Februar 2018 Schiedsrichter in der chilenischen Primera División und hat in dieser bereits über 90 Partien geleitet.
Seit 2019 steht Garay auf der Liste der FIFA-Schiedsrichter (seit 2021 auch als Videoschiedsrichter) und leitet internationale Fußballpartien, unter anderem regelmäßig Spiele in der Copa Libertadores und in der Copa Sudamericana. In beiden Wettbewerben hat er bereits jeweils über 18 Einsätze.
Garay wurde für die Copa América 2024 berufen.